# Batalha de Abrito

Diagramação da invasão de 250-251

A Batalha de Abrito, também conhecida como Batalha do Fórum Terebrônio, ocorreu na província da Mésia Inferior, perto da cidade de Abrito (próximo à moderna Razgrado, Bulgária), provavelmente em julho ou agosto de 251, entre as legiões romanas de Décio (r. 249–251) e a coalizão de guerreiros bárbaros e desertores romanos liderada pelo rei gótico Cniva.
O Império Romano estava sofrendo com as incursões de bárbaros do além-Danúbio desde 249, o mesmo ano da ascensão de Décio, e as principais consequências dos ataques foram a captura de Marcianópolis e o saque de Filipópolis. No rescaldo de Filipópolis, Décio decidiu agir contra os invasores e marchou com grande contingente contra Cniva. Segundo estimativas, as forças beligerantes eram numericamente similares, mas durante o combate as tropas romanas foram emboscadas no pântano circundante e massacradas pelos bárbaros, acarretando na morte de Décio e seu filho e coimperador Herênio Etrusco.

## Antecedentes
Logo após a ascensão de Décio em 249, tribos bárbaras que habitavam além-Danúbio invadiram as províncias da Dácia, Mésia Superior e Mésia Inferior em resposta ao fim do pagamento de tributos. Em 250, os carpos invadem a Dácia, o leste da Mésia Superior e oeste da Mésia Inferior. Ao mesmo tempo, uma coalizão de bandos tribais (taifalos, peucinos, asdingos e carpos) e desertores romanos liderada pelo rei gótico Cniva cruzou a fronteira romana e avançou em duas colunas.
A primeira coluna do exército invasor sitiou Marcianópolis (atual Devnja, Bulgária) sem sucesso, e então partiu para sul para sitiar Filipópolis (atual Plovdiv, Bulgária). Cniva, por sua vez, cruzou o Danúbio rumo a Esco e então Nova (atual Svishtov), onde foi repelido pelo governador Treboniano Galo. Dali marchou contra Nicópolis, que pretendia saquear, e foi derrotado por Décio.
Após alguns revezes, Cniva moveu-se para sul através do monte Hemo e Décio o perseguiu para salvar Filipópolis. Quando o exército romano estava estacionado em Beroia (atual Stara Zagora), foi surpreendido pelas tropas bárbaras, e Décio fugiu para Esco, enquanto Cniva pode saquear a Mésia e capturar Filipópolis.

## Batalha
O rescaldo de Filipópolis incitou Décio a agir. Após interceptar partidários dos germânicos e reparar as fortificações danúbias, dirigiu-se contra os godos, que foram cercados pelas tropas romanas enquanto tentavam retirar-se. Décio atacou-os próximo a cidade de Abrito (próximo a atual Razgrado, Bulgária) talvez em julho ou agosto de 251. É incerto o contingente bélico de ambos os lados no momento da batalha, embora sabe-se que Cniva dividiu suas forças em três unidades, com uma delas sendo posta atrás de um pântano. Segundo Jordanes, no início da invasão as tropas bárbaras contabilizaram 70 000 homens.
Décio sentia-se extremamente confiante que seria capaz de esmagar os godos em um assalto final, porém as circunstâncias mostrariam que subestimou seu inimigo. Parece que Cniva era um tático habilidoso, bem como estava muito familiarizado com o terreno circundante. Jordanes e Aurélio Victor alegam que Herênio Etrusco foi morto por uma flecha durante uma escaramuça antes do início da peleja e seu pai dirigiu-se a seus soldados como se a perda de seu filho não importasse. Ele alegadamente disse, "Deixem ninguém chorar. A morte de um soldado não é uma grande perda à república". Mas, outras fontes alegam que Herênio morreu com seu pai.
A manobra dos bárbaros foi bem-sucedida. As forças se Décio derrotaram seu oponentes na linha de frente, mas cometeram o erro fatal de persegui-los no pântano, onde foram emboscados e derrotados. O imenso massacre marcou uma das derrotas mais catastróficas na história do Império Romano e resultou na morte do próprio Décio. Lactâncio, um cristão do início do século IV e conselheiro de Constantino (r. 306–337), descreve a morte de Décio da seguinte forma: "foi subitamente cercado pelos bárbaros, e morto, junto com grande parte de seu exército; não poderia ser honrado com os ritos da sepultura, contudo, despojado e pelado, fica para ser devorado pelas feras selvagens e pássaros, final adequado para o inimigo de Deus.".

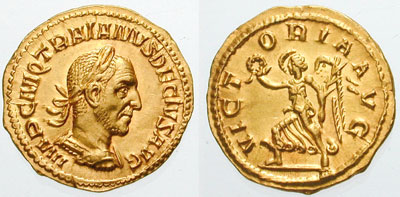
Áureo de Décio r.

O estudioso bizantino do século VI Zósimo descreveu o massacre total das tropas de Décio e a queda do imperador: "Prosseguindo assim descuidadamente num lugar desconhecido, ele e seu exército ficaram enredados na lama, e naquela desvantagem foram tão atacados por mísseis dos bárbaros que nenhum escapou com vida. Assim terminou a vida do excelente imperador Décio.". O historiador bizantino do século XII Zonaras vividamente narra como "ele e seu filho e um grande número de romanos caiu no terreno pantanoso; todos pereceram lá, nenhum de seus corpos foi encontrado, pois foram cobertos pela lama.".
Com base na avaliação de Zósimo e do historiador grego do século III Déxipo, por muito tempo pensou-se que a derrota em Abrito teria sido provocada pela traição do governador Treboniano Galo, embora atualmente tal teoria seja rejeitada. Parece impossível que as legiões romanas destruídas proclamariam imperador um traidor que era responsável pela perda de tantos soldados de suas fileiras. Outro ponto forte contra a teoria da traição de Galo é o fato de que adotou Hostiliano (r. 251), o filho mais jovem de Décio, após retornar para Roma.

## Rescaldo

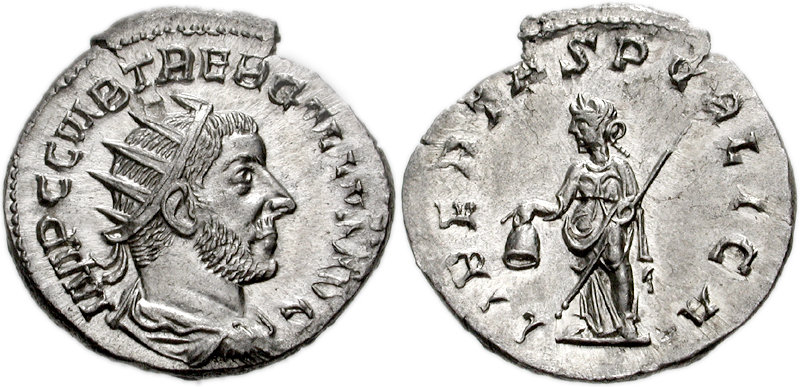
Antoniniano de Treboniano Galo r.

Galo, que tornou-se imperador após a morte de Décio, negociou um tratado com os godos que permitiu-os manter seu butim e retornar para suas terras do outro lado do Danúbio. É também possível que tenha concordado em pagar um tributo anual em troca da promessa gótica de respeitar o território romano. Esse tratado humilhante, o espalhar da Praga de Cipriano com seus efeitos devastadores e a situação caótica no Oriente com as invasões pelo Império Sassânida deixaram Galo com uma má-reputação entre os historiadores romanos posteriores. Contudo, D. S. Potter sugere que, antes da derrota em Abrito, a situação não era tão séria que as forças romanas disponíveis não fossem capazes de ligar com os invasores. Portanto, foi a má conduta de Décio a responsável pela virada desastrosa dos eventos. De todo modo, Galo não teve escolha e livrou-se tão logo quanto possível dos godos.
Amiano Marcelino classificou esse revés com os mais sérios desastres militares do Império Romano até seu tempo: a derrota de Públio Quintílio Varo na batalha da Floresta de Teutoburgo, as incursões dos marcomanos durante o reinado de Marco Aurélio (r. 161–180) e a batalha de Adrianópolis de 378, que acarretou na morte do imperador Valente (r. 364–378). Apesar do desastre, em 271, o imperador Aureliano (r. 270–275) conclusivamente derrotou os godos e matou o rei Canabaldo em batalha. Baseado na similaridade dos nomes, alguns supõem que possa coincidir com o rei Cniva que matou Décio em Abrito.